# Alberto Benito
Alberto Benito Correa (Altafulla, 13 giugno 1992) è un calciatore spagnolo, difensore del Reus FCR.